# El ladrón de Damasco (película de 1964)
El ladrón de Damasco (italiano: Il ladro di Damasco) es una película de aventuras italiana, un péplum, realizado en 1964 y dirigido por Mario Amendola. Está protagonizada por Tony Russel, Luciana Gilli y Gianni Solaro. Fue lanzado en los EE. UU. como Sword of Damascus con una duración de 93 minutos.
Los decorados de la película fueron diseñados por el director de arte Alfredo Montori.

## Argumento
Jesen y Tísba son dos habilidosos ladrones de la Damasco bajo dominio de la antigua Roma. Durante una conversación conspiratoria  son descubiertos por los guardias, por lo que deben huir a toda prisa. Jesen encuentra refugio en casa de un alfarero donde también vive la bella hija del dueño que hará surgir el amor por ella.

## Reparto
| - Tony Russel como Jesen - Luciana Gilli como Miriam - Ferruccio Amendola como Tisba - Giuseppe Fortis como Mannae - Gianni Solaro como Tibulo - Enrico Salvatore como Vitelio | - Peter White como Malnai - Bruno Ukmar - Adriana Limiti - Pietro Tordi - Irena Prosen como prima de Miriam - Renato Baldini como Uría - Max Furlan |